# Descomplica
Descomplica é um ambiente virtual de aprendizagem online criado em março de 2011 por Marco Fisbhen.

## História

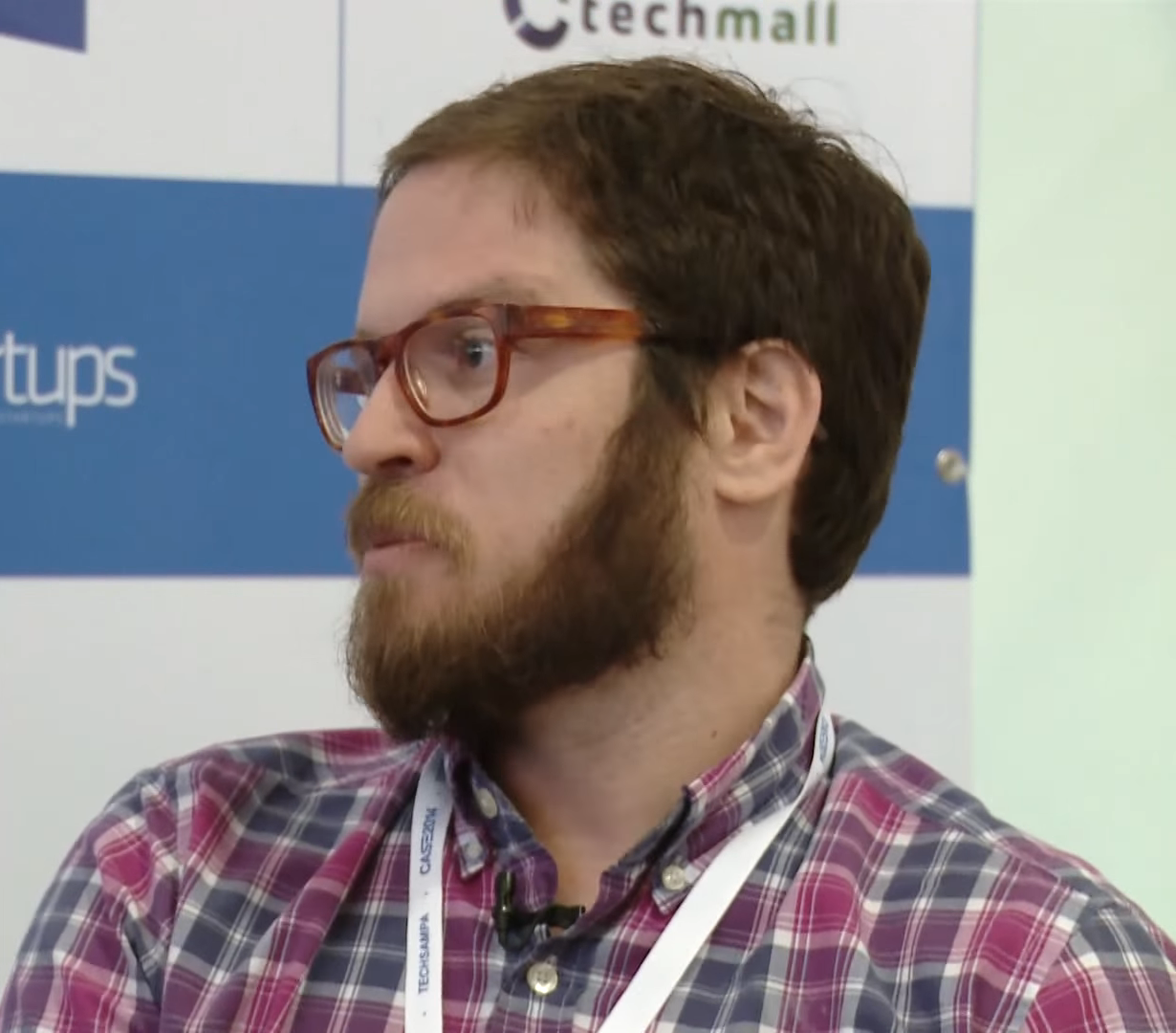
Marco Fisbhen na CASE 2014

A ideia do Descomplica surgiu em 2010. Marco Fisbhen, professor de física há 15 anos, pensava em como ensinar mais pessoas além de sua classe. Ele disse que se sentia incomodado por entregar conteúdo de qualidade apenas às pessoas que poderiam "pagar muito", e começou a desenhar um plano de negócios, com a ideia de distribuir conteúdo para todo o Brasil para aqueles que não necessariamente poderiam pagar por cursos pré-vestibular. "Naturalmente", a ideia passou a ser fazer vídeos pela Internet, sendo esse o primeiro passo do Descomplica.:1:03—1:46 Começou a gravar aulas em seu apartamento no Rio de Janeiro; eram, inicialmente, vídeos de poucos minutos, voltados para estudantes que iriam prestar o Exame Nacional do Ensino Médio (ENEM) e vestibulares.
Em 2018, atendia de quatro a cinco milhões de alunos mensalmente.

### Vazamento de dados
Em março de 2021, o Descomplica afirmou que havia sofrido um ataque hacker. No dia 28 de abril, esses dados foram divulgados publicamente em um fórum de hackers, revelando dados de 4,8 milhões de usuários, segundo o Have I Been Pwned.

## Investimentos, monetização e negócios
De 2011 a 2012, Fisbhen decidiu que iria monetizar o Descomplica por um modelo de assinatura mensal e investir mais em tecnologia. No final de 2012, o site recebeu um investimento de sessenta mil dólares. Depois, no mesmo ano, recebeu um aporte série A de dois milhões de dólares do Valor Capital Group. Em 2013, conseguiu um aporte série B de cinco milhões de dólares de nomes como 500 Startups, Valor Capital Group, Valar Ventures e Social Capital. Um aporte série C chegou em 2015, com um investimento de sete milhões de dólares dos fundos Digital Prosperity, Valor Capital Group, Valar Ventures, Social Capital e ZenStone Venture Capital. Em março de 2018, o Descomplica arrecadou vinte milhões de dólares. Os aportes foram feitos pelos fundos Amadeus Capital Partners e Invus Opportunities e os reinvestidores Valor Capital e Social Capital. Isso garantiu ao Descomplica o maior aporte já recebido em uma rodada por uma edtech brasileira, segundo publicação de 2019.